# タイの新聞一覧
タイの新聞一覧（タイのしんぶんいちらん）は、タイ王国で発行、販売されている新聞の一覧。

## 一般紙

### 全国紙
- カーウ・ソット　(ข่าวสด)
- サヤーム・ラット (สยามรัฐ)
- タイ・ポスト (ไทยโพสต์）
- タイ・ラット　(ไทยรัฐ)
- デイリー・ニュース　(เดลินิวส์)
- マティチョン　(มติชน)
- マティチョン　(มติชน)
- ローク・ワン・ニー (โลกวันนี้)
- プーヂャッガン360°(ผู้จัดการ 360°)
- ネーウ・ナー  (แนวหน้า)

### 地方紙
- コラート・デイリー(タイ語:โคราช รายวัน 英語:The korat daily) 東北部
- サーイ・グラーン (สายกลาง)
- サミラー・タイムズ (สมิหลา ไทมส์) 南部
- シヤン・タイ (เสียงใต้)　南部
- タイ・ニュース (ไทยนิวส์)　北部
- ターン・タイ (ทางไท) 南部
- チェンマイ・ニュース (เชียงใหม่นิวส์)　北部
- フォーカス・パークタイ  (โฟกัสภาคใต้)  南部

## 専門紙

### 経済紙
- カーウ・フン・トゥラギット(ข่าวหุ้นธุรกิจ)
- クルンテープ・トゥラギット (กรุงเทพธุรกิจ)
- サヤーム・トゥラギット (สยามธุรกิจ)
- ターン・セータギット (ฐานเศรษฐกิจ)
- プラチャーチャート・トゥラギット (ประชาชาติธุรกิจ)

### スポーツ紙
- サヤーム・ギーラー (สยามกีฬา)
- スター・サッカー (สตาร์ซอคเก้อร์)
- スポーツ・プール (สปอร์ตพูล)
- スポーツメン (สปอร์ตแมน)
- タラート・ルーク・ナン (ตลาดลูกหนัง)
- ムアイ・サヤーム (มวยสยาม)
- モーン・ヤーン・シアン (มองอย่างเซียน)

### 芸能紙
- サヤーム・ダーラー （สยามดารา）
- ダーラー・デイリー（ดาราเดลี่）
- サヤーム・バントゥーン（สยามบันเทิง）
- マーヤー・チャンネル（タイ語:มายาแชนแนล　英語：Maya Channel）

## 他言語紙

### 英字新聞
- ネーション (The Nation)
- バンコック・ポスト (Bangkok Post)
- ビジネス・デイ（Business Day）
- パッタヤー・メール　(Pattaya Mail)
- チェンマイ・メール　(Chiang Mai Mail)
- プーケット・ガゼット (Phuket Gazette)
- コラート・ポスト (Korat Post)　-2005年5月紙媒体廃刊、インターネットでのみ提供。
- フアヒン・ニュース (Hua Hin News）
- イラワジ (Irrawaddy News Magazine)
- ミャンマービジネストゥデイ (Myanmar Business Today) -ビルマ語との2ヶ国語表記。インターネットでのみ日本語版を配信している。

### 日本語新聞
- バンコク週報
- 週刊タイ経済
- ニュースクリップ

### 中国語新聞
- 星暹日報 (英語：Sing Sian Yit Pao タイ語:ซิงเสียนเยอะเป้า）
- 中華日報 (英語：Tong Hua Yid Pao タイ語:ตงฮั้วยิดเป้า)
- 京華中原聯合日報(英語：Kia Hua Tong Nguan タイ語:เกียฮั้วตงง้วน）
- 新中原報(英語：New Chinese Daily News タイ語:ซินจงเอี๋ยน）
- 亞洲日報(英語：Asia News Time）
- 泰國世界日報(英語：Universal Daily News タイ語:หนังสือพิมพ์สากล）

### ドイツ語新聞
- ハロ・ダス・マガジン (Hallo, Das Magazin）
- パッタヤー・ブラット (Pattaya Blatt)

### フランス語新聞
- ル・プチ・ジャーナル(Le Petit Journal)

### ビルマ語新聞
- ミャンマービジネストゥデイ (Myanmar Business Today) -英語との2ヶ国語表記。インターネットでのみ日本語版を配信している。
- イラワジ (Irrawaddy News Magazine)

## 廃刊になったタイの新聞
- バンコック・レコーダー （タイ語:บางกอกรีคอเดอ 英語：Bangkok Recorder）
- クルンテープ・デイリーメール（กรุงเทพเดลิเมล์）
- バンコック・タイムス（Bangkok Times）
- タイ・クロニクル (Thai Chronicle)
- タイ（ไทย）
- ダルノーワート（ดรุโณวาท）
- ヂーンノーサヤームワーラサップ（จีนโนสยามวารศัพท์）
- サヤーム・オブザーバー(タイ語:สยามออบเซอร์เวอร์ 英語: Siam Observer)
- プラチャーチャート （ประชาชาติ）
- チャオプラヤー （เจ้าพระยา）
- シークルン （ศรีกรุง）
- タイ・ラート（สยามราษฎร์）
- タイ・マイ（ไทยใหม่）
- タイ・ニコーン
- プラチャーミット （ประชามิตร）
- スパープ・ブルット（สุภาพบุรุษ）
- クルンテープ・ワーラサップ（กรุงเทพวารศัพท์）
- ラックムアン（หลักเมือง）
- プラムアン・ワン
- イッサラ（อิสระ）
- カーウ・タイ（ข่าวไทย）
- ダート・ラッタタマヌーン
- リポーター（タイ語:เดอะ รีพอร์ตเตอร์ 英語：The Reporter）
- キックオフ (คิกออฟ)
- バーン・ムアン ( บ้านเมือง )
- プラチャー・タット ( ประชาทรรศน์ )
- バーン・ムアン (บ้านเมือง)
- ローク・ワン・ニー（โลกวันนี้）
- バンコク・トゥデー(บางกอกทูเดย์)
- ピム・タイ (พิมพ์ไทย)
- コム・チャット・ルック (คมชัดลึก)